# West Dylan Thordson
 West Dylan Thordson  est un compositeur américain de musique de film.
Il a notamment composé la musique des films Split et Glass réalisés par M. Night Shyamalan

## Filmographie

### Cinéma

#### Longs métrages
- 2015 : Dixieland de Hank Bedford
- 2015 : 3 Generations de Gaby Dellal
- 2015 : Joy de David O. Russell (co-compositeur avec David Campbell)
- 2016 : In the Radiant City de Hank Bedford
- 2017 : Split de M. Night Shyamalan
- 2018 : UFO de Ryan Eslinger
- 2019 : Glass de M. Night Shyamalan

#### Courts métrages
- 2015 : Oko za Oko: Eye for an Eye d'Antoneta Alamat Kusijanovic
- 2017 : August de Caitlyn Greene

### Télévision

#### Documentaires
- 2009 : The Art of the Steal de Don Argott
- 2012 : The Atomic States of America de Don Argott et Sheena M. Joyce
- 2015 : Every Day de Gabe Spitzer
- 2016 : Midsummer in Newtown de Lloyd Kramer
- 2017 : Home Truth de April Hayes et Katia Maguire
- 2018 : When Lambs Become Lions de Jon Kasbe

#### Séries télévisées
- 2016 : The Jinx: The Life and Deaths of Robert Durst (mini-série)